# Homoneura mediospinosa
Homoneura mediospinosa is een vliegensoort uit de familie van de Lauxaniidae. De wetenschappelijke naam van de soort is voor het eerst geldig gepubliceerd in 2003 door Merz.